# 少年愛 (少女漫画)
少女漫画における少年愛（しょうねんあい）、少年愛ものとは、漫画家の竹宮惠子・萩尾望都らに始まる少年同士の恋愛・性愛の物語（少年が愛する物語）、または男性に愛される少年を描いた物語（少年が愛される物語）の作品、作品群、作品の主題である。女性向け小説にも影響を与え、そういった作品は「耽美」「お耽美」「耽美もの」などと呼ばれた。

## 概史
稲垣足穂は、大正末期から「少年」への偏愛、「少年愛」をテーマに創作を行い、1968年『少年愛の美学』を刊行した。ここでの「少年愛の美学」は、肛門を中心とした感覚「A感覚」を核にしたエロティシズムの宇宙である。少年愛は根源的なものであり、異性愛は同性愛の一変奏でしかなく、「生活主義的安直さ」にまみれたもので、高次の性愛ではないとされた。また女性同性愛より男性同性愛の方がより独自であるとされた。
少女漫画における少年愛の発端となった増山法恵（少女漫画家たちが共同生活した大泉サロンの主催者）は、三島由紀夫や澁澤龍彦の作品をホモセクシュアルの世界と考え、稲垣の少年愛の延長として芸術としての少年愛（クナーベン・リーベ）を目指し、竹宮惠子、萩尾望都に芸術的に質の高い少年愛作品を書いてもらいたいと望み、ヘルマン・ヘッセや稲垣などの作品を紹介した（増山は、初めて会った時二人は「少年愛」という言葉も知らなかったと述べている）。1970年に、竹宮惠子は増山の「この際、思い切って少年愛に正面から取り組んでみないか。少女漫画界で少年愛ものを描く最初の人になれ」という発破を受け、『サンルームにて』（1970年）を発表、作者の危惧とは裏腹に読者から熱い支持を受けた。萩尾望都「11月のギムナジウム」・『ポーの一族』（1972年）・『トーマの心臓』（1974年）、竹宮『風と木の詩』（1976年）といった作品を発表し、山岸凉子『日出処の天子』（1980年）など作品が続き、1970年代以降少女漫画で少年同性愛をモチーフとした作品が一つのムーブメントを成し、これらが少年愛の語で形容されることになった。24年組に始まる少女漫画は高い評価を受け、少女漫画の劇的な質の向上の例として少年愛ものが挙げられることが多かった。これらの少女漫画は、青年の〈教養〉として読まれるようになった。

## 派生
1980年代に、漫画・イラスト・小説等で構成された大版の雑誌『JUNE』が刊行され、竹宮は連載中の『風と木の詩』への援護射撃、読者を育てるという啓蒙を目指して参加。竹宮、小説家の栗本薫（複数の筆名で檀家）などが作品を提供すると共に、栗本が「小説道場」を連載コーナーとして担当し、読者投稿を批評する一方、積極的に読者の投稿作品を雑誌に掲載した頃より、「少年愛」が漫画・小説等で一般化し、これは「JUNE」、「やおい」とも呼ばれた。「やおい」スタイルの小説は、1973年に現れた藤原審爾の『あこがれの関係』と、それを主題的に引き継いだ栗本の『真夜中の天使』に始まるとも言われる。古くは森茉莉が耽美的な青年愛を描いていた。
このような背景において、1990年代半ば頃に耽美をポップに言い換えたカタカナ語「ボーイズラブ」が現れ、「JUNE」、「やおい」、「耽美小説」などと呼ばれていた、同じような傾向のフィクションでの少年愛を扱った作品が、この名称で呼ばれるようになり、また新しいスタイル・ジャンルを構成するようになった。ボーイズラブは、1990年代後半以降、少年愛の別表現の一つとなった。
少年愛によく似た意味に使われる言葉として「ショタコン」（元はショウタロウコンプレックス）があるが、これは日本国内で、1990年代半ば頃から広く使用されるようになった造語で、当初使われていた意味からは、様々な変遷を遂げている。少年に対して抱く愛情、および愛情を抱く者という以外では、明確な定義はされていない。狭義では漫画やアニメなどに登場するいわゆる「2次元」キャラクターに愛情を抱く者を指すが、広義として「3次元」の実在する少年に愛情を抱く者を指す場合もある。

## 参考書籍
- 石田美紀『密やかな教育―“やおい・ボーイズラブ”前史』洛北出版、2008年。